# Krawce (Czerce)
Krawce – część wsi Czerce w Polsce położona w województwie podkarpackim, w powiecie przeworskim, w gminie Sieniawa, w sołectwie Czerce
W latach 1975–1998 miejscowość położona była w województwie przemyskim.
Krawce leżą w południowej części Czerc i obejmują 12 domów. 